# Caesar (artilharia)
O CAESAR (CAmion Équipé d'un Système d'ARtillerie; em francês:  Caminhão equipado com um sistema de artilharia) é um blindado com um obuseiro de 155 mm instalado num chassi de um caminhão Renault Sherpa 10 de seis rodas. O CAESAR foi desenvolvido pela GIAT Industries (agora conhecida como Nexter).